# Rafael Alba Castillo
Rafael Yunier Alba Castillo (Santiago de Cuba, 12 de agosto de 1993) es un deportista cubano que compite en taekwondo.
Participó en tres Juegos Olímpicos de Verano entre los años 2016 y 2024, obteniendo dos medallas, bronce en Tokio 2020 y bronce en París 2024. En los Juegos Panamericanos consiguió dos medallas, en los años 2015 y 2019.
Ganó tres medallas en el Campeonato Mundial de Taekwondo entre los años 2013 y 2019, y tres medallas en el Campeonato Panamericano de Taekwondo entre los años 2016 y 2024.

## Palmarés internacional
| Juegos Olímpicos        | Juegos Olímpicos         | Juegos Olímpicos  | Juegos Olímpicos |
| Año                     | Lugar                    | Medalla           | Categoría        |
| ----------------------- | ------------------------ | ----------------- | ---------------- |
| 2020                    | Tokio (Japón)            | Medalla de bronce | +80 kg           |
| 2024                    | París (Francia)          | Medalla de bronce | +80 kg           |
| Campeonato Mundial      |                          |                   |                  |
| Año                     | Lugar                    | Medalla           | Categoría        |
| 2013                    | Puebla (México)          | Medalla de oro    | –87 kg           |
| 2015                    | Cheliábinsk (Rusia)      | Medalla de bronce | –87 kg           |
| 2019                    | Mánchester (Reino Unido) | Medalla de oro    | +87 kg           |
| Juegos Panamericanos    |                          |                   |                  |
| Año                     | Lugar                    | Medalla           | Categoría        |
| 2015                    | Toronto (Canadá)         | Medalla de oro    | +80 kg           |
| 2019                    | Lima (Perú)              | Medalla de plata  | +80 kg           |
| Campeonato Panamericano |                          |                   |                  |
| Año                     | Lugar                    | Medalla           | Categoría        |
| 2016                    | Querétaro (México)       | Medalla de oro    | +87 kg           |
| 2021                    | Cancún (México)          | Medalla de oro    | +87 kg           |
| 2024                    | Río de Janeiro (Brasil)  | Medalla de oro    | +87 kg           |